# Joseph Bouliez
Joseph Bouliez , né le 15 septembre 1891 à Abscon et fusillé comme otage le 14 avril 1942 au fort du Vert-Galant à Wambrechies, est un homme politique français, membre du Parti communiste français. Il est homologué résistant.

## Biographie
Joseph Bouliez naît le 15 septembre 1891 à Abscon, dans le Nord, en France. Il est le fils de Gustave Bouliez, vingt-cinq ans, mineur, et de Marie Hallard, vingt-et-un ans, ménagère. Il épouse Marguerite Houdart à Somain le 27 octobre 1919. Le couple n'a pas d'enfant.
Il devient conseiller d'arrondissement pour le canton de Marchiennes en 1931, puis adjoint au maire de Somain, Victor Brachelet, en 1935. Le décret Daladier entraîne la révocation de ses mandats en 1939, dont celui de président du syndicat des mineurs. Il est mobilisé cette année-là et fait prisonnier en 1940.
Il rédige avec Martha Desrumaux, Henri Fiévez et quelques autres, des cahiers de revendications avant la grève des mineurs de mai-juin 1941,.
Il est fusillé, comme otage le 14 avril 1942, au fort du Vert-Galant à Wambrechies, en représailles à l'assassinat d'une téléphoniste allemande à Lille. Il déclare que son espoir est que « sa mort servira à encourager les jeunes à les remplacer dans le combat victorieux ». 
Son nom apparaît sur le monument aux morts de Somain situé dans le cimetière communal, il y est d'ailleurs inhumé, carré no 9, tombe no 29. À Somain, la rue du Tordoir et le chemin de Somain à Abscon deviennent la rue Joseph-Bouliez. À Rieulay, la rue de la Place prolongée et la rue de Bruille de Marchiennes-Campagne, absorbé par Rieulay, deviennent la rue Joseph-Bouliez. Une rue à Pecquencourt porte également son nom, ainsi qu'une place à Abscon.

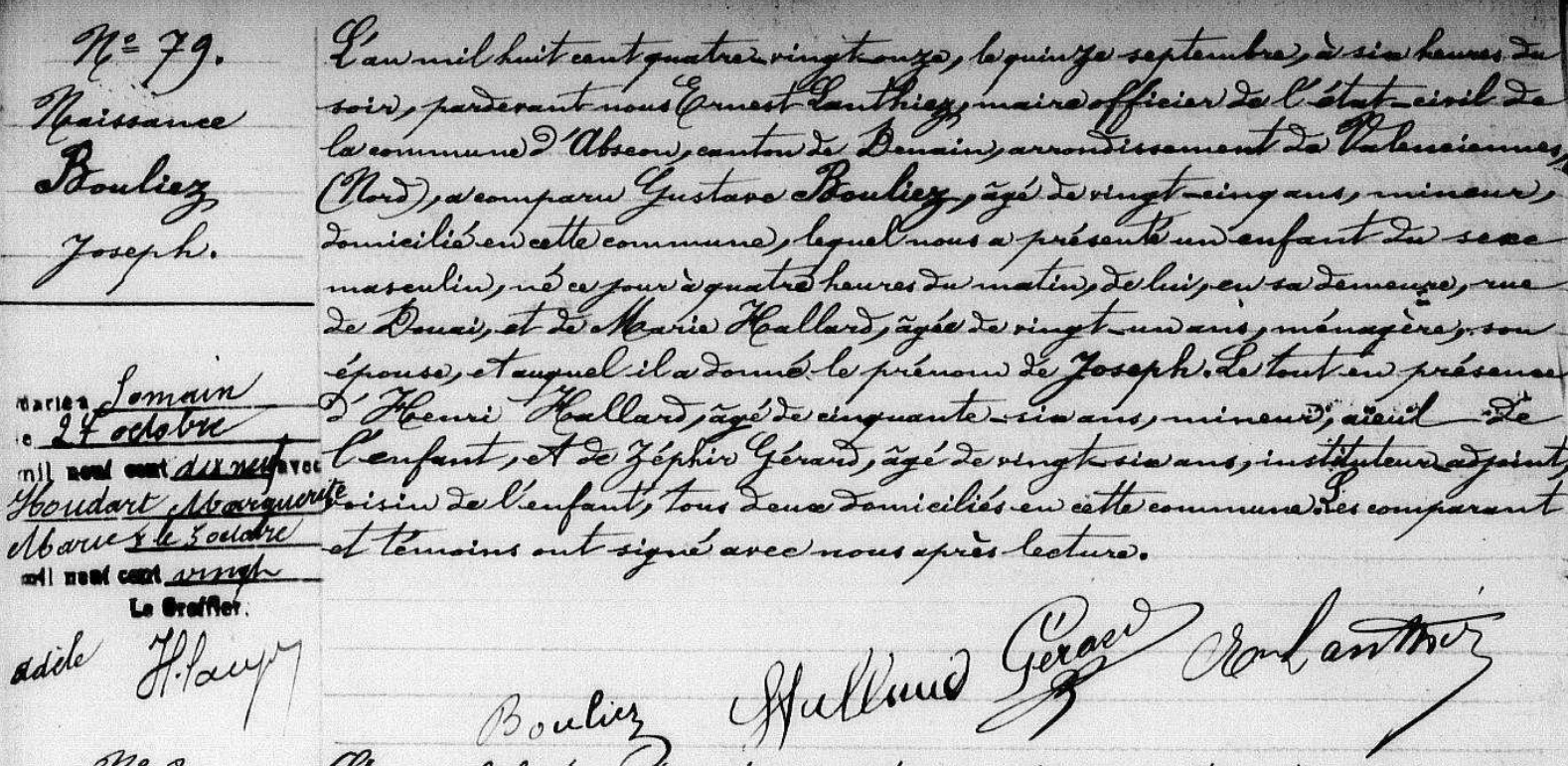
Son acte de naissance.
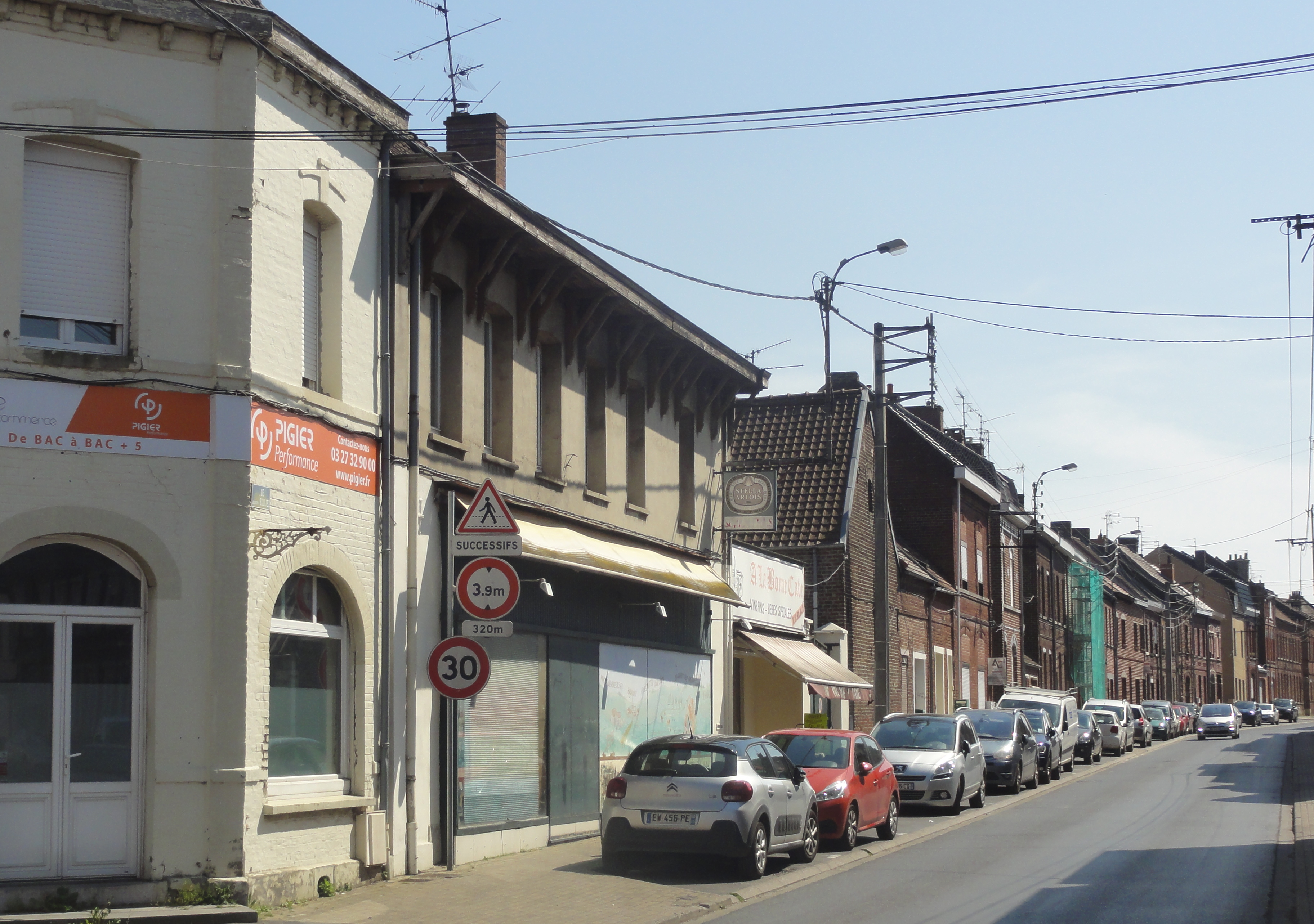
La rue Joseph-Bouliez à Somain.
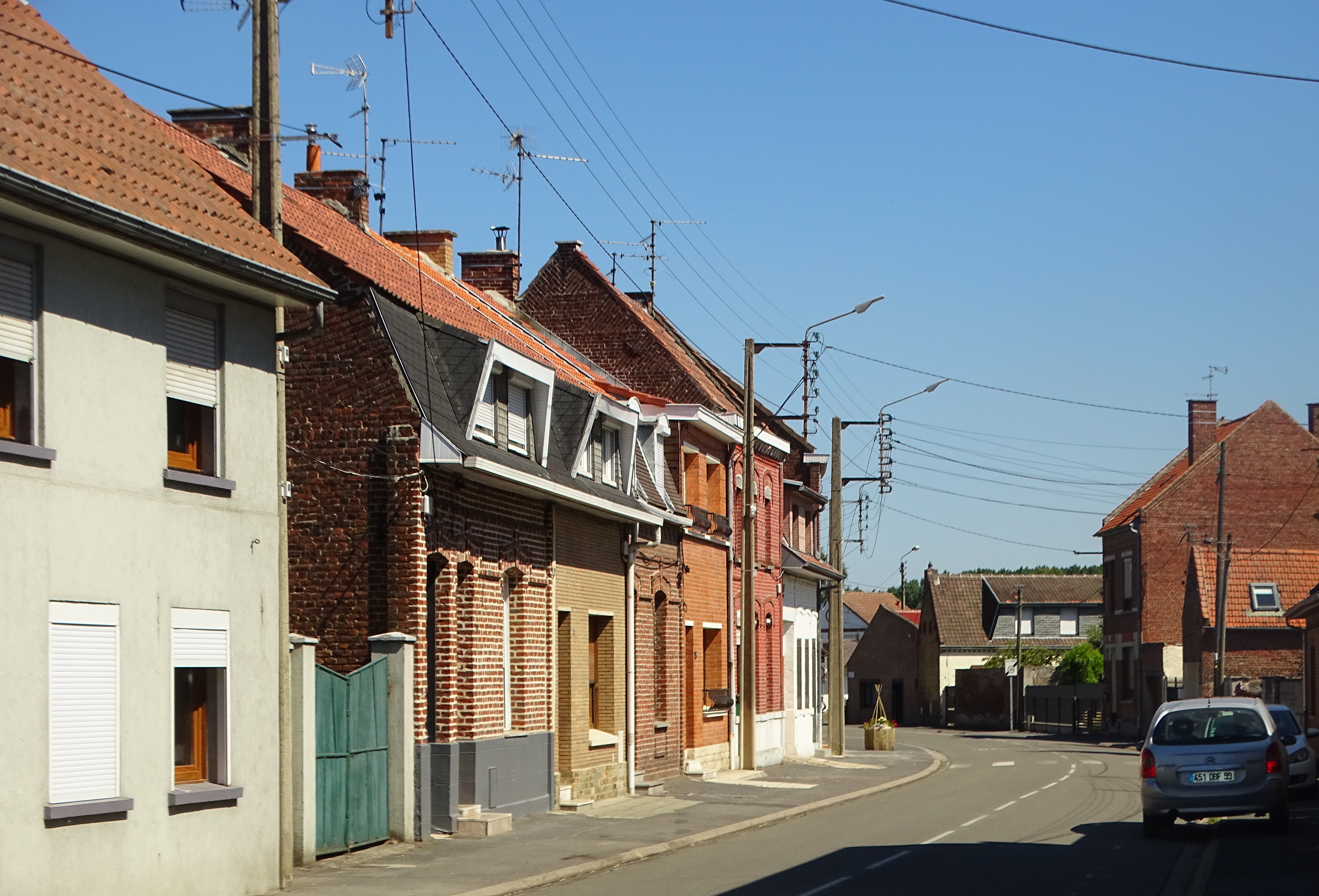
La rue Joseph-Bouliez à Rieulay.
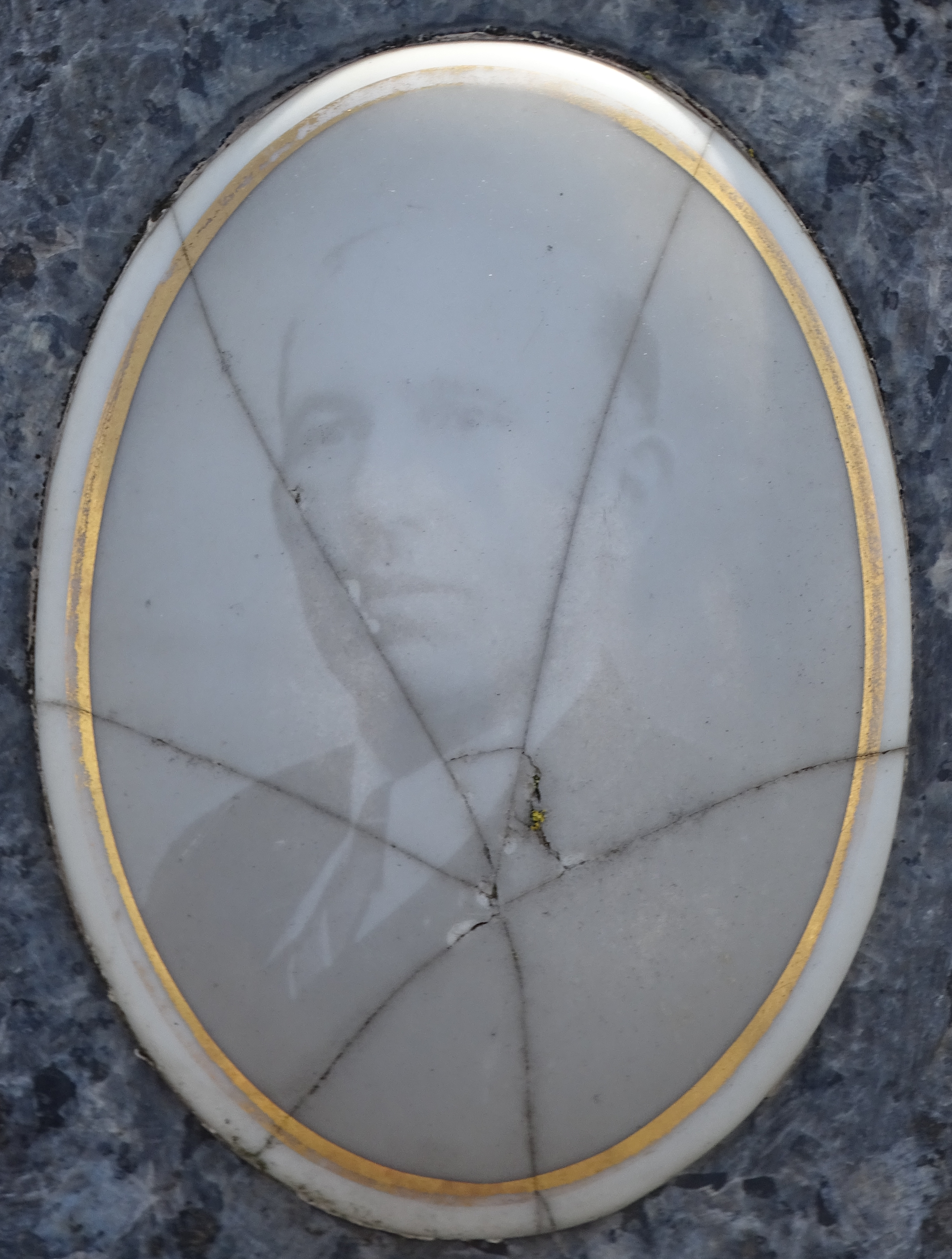
Médaillon apposé sur la tombe de Joseph Bouliez.
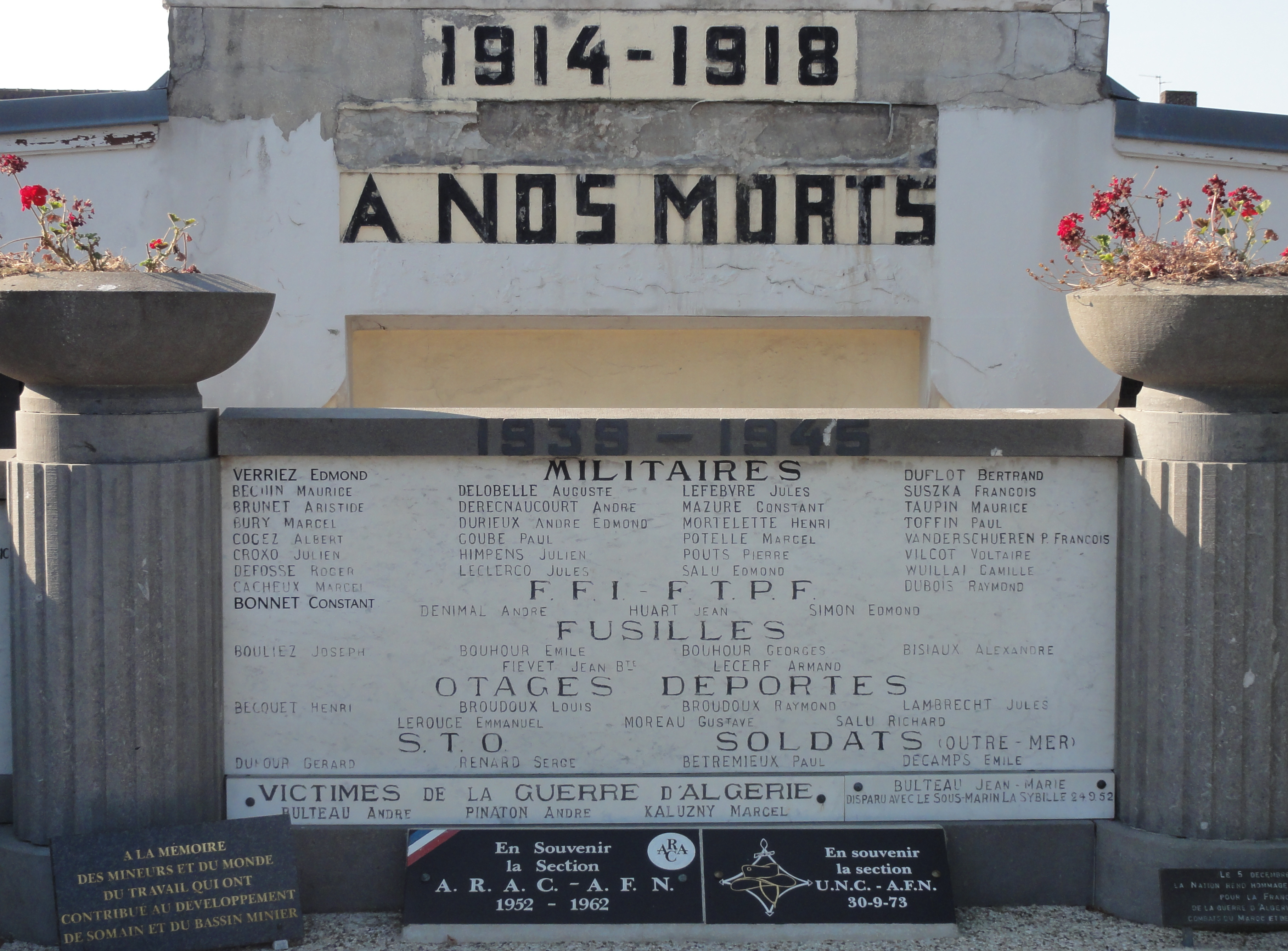
Joseph Bouliez est mentionné parmi les fusillés sur le monument aux morts.